# Greatham (West Sussex)
Greatham – wieś w Anglii, w hrabstwie West Sussex, w dystrykcie Horsham. Leży 22 km na północny wschód od miasta Chichester i 70 km na południowy zachód od Londynu.